# Chibanium
| ❮ | System        | Serie      | Stufe              | ≈ Alter (mya) |
| - | ------------- | ---------- | ------------------ | ------------- |
| ❮ | Q u a r t ä r | Holozän    | Meghalayum         | 0 ⬍ 0,004     |
| ❮ | Q u a r t ä r | Holozän    | Nordgrippium       | 0,004 ⬍ 0,008 |
| ❮ | Q u a r t ä r | Holozän    | Grönlandium        | 0,008 ⬍ 0,012 |
| ❮ | Q u a r t ä r | Pleistozän | Tarantium          | 0,012 ⬍ 0,126 |
| ❮ | Q u a r t ä r | Pleistozän | Ionium (Chibanium) | 0,126 ⬍ 0,781 |
| ❮ | Q u a r t ä r | Pleistozän | Calabrium          | 0,781 ⬍ 1,806 |
| ❮ | Q u a r t ä r | Pleistozän | Gelasium           | 1,806 ⬍ 2,588 |
| ❮ | früher        | früher     | früher             | älter         |

Das Chibanium (auch Ionium, Mittleres Pleistozän, oder Mittelpleistozän genannt) ist ein Abschnitt der erdgeschichtlichen Epoche des Pleistozäns. Es begann vor etwa 781.000 (± 50.000) Jahren und endete vor etwa 127.000/ 126.000 Jahren mit dem Beginn des Jungpleistozäns.

## Namengebung
Zuerst wurde der Vorschlag, diese Stufe als „Ionium“ zu bezeichnen (nach dem Ionischen Meer, wo die Schichten dieser Stufe eingehend untersucht wurden) von der International Commission on Stratigraphy umgesetzt. Auf der Jahrestagung der International Union of Geological Sciences im Jahr 2020 einigten sich die Teilnehmer, die Schicht dann „Chibanium“  (engl.: Chibanian) zu nennen. Beantragt hatte dies Japan, da sich hier die namensgebende Präfektur Chiba befindet.

## Definition
Die untere Grenze des Chibaniums wird durch die Brunhes-Matuyama-Umkehr des Erdmagnetfeldes definiert.
Die obere Grenze wird mit der Basis der Eem-Warmzeit definiert, die auch mit der Basis der marinen Isotopenstufe 5e korrespondiert. Ein Global Stratotype Section and Point (GSSP; entspricht etwa einem Typprofil) wurde dafür bisher noch nicht festgelegt. Als GSSP vorgeschlagen wurden für die Grenze Chibanium/Tarantium die Bohrung im Flughafen Amsterdam (Eem-Warmzeit auf Drenthe-Grundmoräne, Datierung ca. 127.000 vor heute) sowie als ergänzender Stratotyp der Tagebau Gröbern (Sachsen-Anhalt), wo ebenfalls eine Eem-Beckenfazies direkt auf der Drenthe-Grundmoräne liegt.

## Zeitliche Unterteilung
- Cromer-Komplex (eine Abfolge von vermutlich drei Kaltzeiten und dazwischen liegenden Warmzeiten; von vor 850.000 bis vor 475.000 Jahren), Dauer: rund 375.000 Jahre, Beginn bereits im Calabrium.
- Elster-Kaltzeit, entsprechend Mindel-Eiszeit der Alpen (von vor 475.000 bis vor 370.000 Jahren), Dauer: rund 105.000 Jahre
- Holstein-Warmzeit (von vor 370.000 bis vor 347.000 Jahren), Dauer: rund 23.000 Jahre
- Saale-Kaltzeit, entsprechend Riß-Kaltzeit der Alpen (um 347.000 bis 128.000 Jahre vor heute), Dauer: rund 219.000 Jahre